# Louis Poinsot
Pour l’archéologue, voir Louis Poinssot.
Louis Poinsot, né le 3 janvier 1777 à Clermont-en-Beauvaisis et mort le 5 décembre 1859 à Paris, est un mathématicien français connu pour ses contributions à la mécanique rationnelle.

## Années de formation
Fils d'un épicier de Beauvais, il fit ses classes de rhétorique au lycée Louis-le-Grand à Paris (1789-1793). Élève brillant en littérature classique, il se présenta au premier concours d'entrée à l’École polytechnique (alors appelée École centrale des travaux publics) et malgré son ignorance de l’algèbre dont il donna « sa parole d’honneur qu’il l’apprendrait », fut admis en 1794. Recruté à l'école d'application des Ponts et Chaussées (1797), il y obtint le prix de mécanique pour un projet de scie à recéper les pieux sous eau, inspiré d'une invention similaire de Louis-Alexandre de Cessart.

## Premières recherches
De 1800 à 1803, Poinsot est affecté à Paris sans projet précis : le Consulat manque d'argent et l'ingénieur en chef Pierre-Simon Girard essaie à ce moment d'obtenir une décision politique pour la canalisation de l'Ourcq. Dans l'intervalle, Poinsot est professeur à l'Institut polytechnique de Joseph Lemoine d'Essoie et il s'occupe à des recherches sur la résolution des équations algébriques, et à une mise au propre de ses notes de cours sur la statique. Le résultat de ce dernier travail est couronné de succès : les Éléments de statique (1803) sont d'emblée salués comme un livre aux qualités didactiques exceptionnelles ; ils se substituent dans l'enseignement technique à la Statique de Charles Bossut et seront réédités onze fois (1811, 1821, 1824, 1830, 1834, 1837, 1842, 1848, 1861, 1873, 1877) jusqu'à ce que la discipline elle-même, devenue une simple conséquence de la Dynamique, tombe en désuétude dans l'enseignement.

## Les années de succès
Définitions précises, clarté des raisonnements, réduction systématique des questions à des méthodes géométriques révèlent le style de Poinsot qui, cette même année, renonce à la carrière d'ingénieur et est recruté comme professeur de mathématiques au lycée Bonaparte. Reconnu à présent par l'Institut, il dépose un mémoire (imprimé ensuite sous le titre de Théorie générale de l'équilibre et du mouvement des systèmes) critiquant le principe des travaux virtuels. Ce principe, parmi d'autres possibles, avait été choisi par Joseph-Louis Lagrange pour axiomatiser la statique dans sa Mécanique analytique (1788). Lagrange, qui était alors le doyen et l'autorité suprême de l'Institut, s'émut de la témérité du jeune auteur. Pourtant, après deux entrevues houleuses, il semble que Lagrange, à défaut d'être convaincu par les arguments de Poinsot, lui reconnut de la rigueur et du courage : il lui obtint la charge d'inspecteur des universités (1808).

## Du professorat au positivisme
À ce poste, Poinsot s'appliqua à promouvoir l'enseignement des sciences, alors presque inexistant, dans les universités et surtout les lycées. En littérature, il recommanda aux professeurs de limiter leurs cours à un petit nombre d'œuvres choisies, en en faisant davantage ressortir la valeur exemplaire. Il encourageait particulièrement la mémorisation des textes classiques.
Il est parallèlement professeur d'analyse à l'École Polytechnique de 1809 à 1811.
À la mort de Lagrange (1813), Poinsot est élu à l'Académie des sciences dans la classe de mathématiques ; mais à la Restauration, comme d'autres dignitaires du régime impérial, il fut relevé de ses différents postes. Ses relations avec Siméon Denis Poisson se dégradant, l'Inspection générale lui fut enlevée à l'avènement de Charles X (ordonnance du 22 septembre 1824). Soupçonné de libéralisme politique, son enthousiasme pour le Système de politique positive d'Auguste Comte l'écarta encore un peu plus du pouvoir.

## Travaux de géométrie

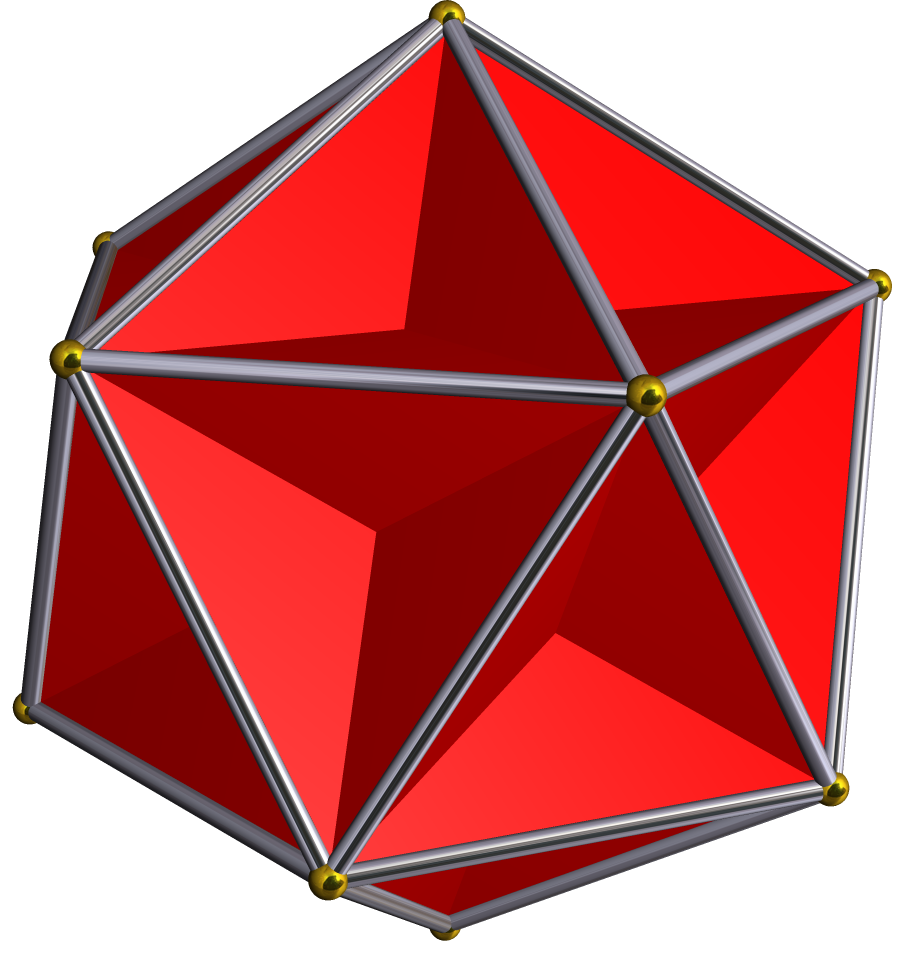
Grand dodécaèdre (solide de Poinsot).

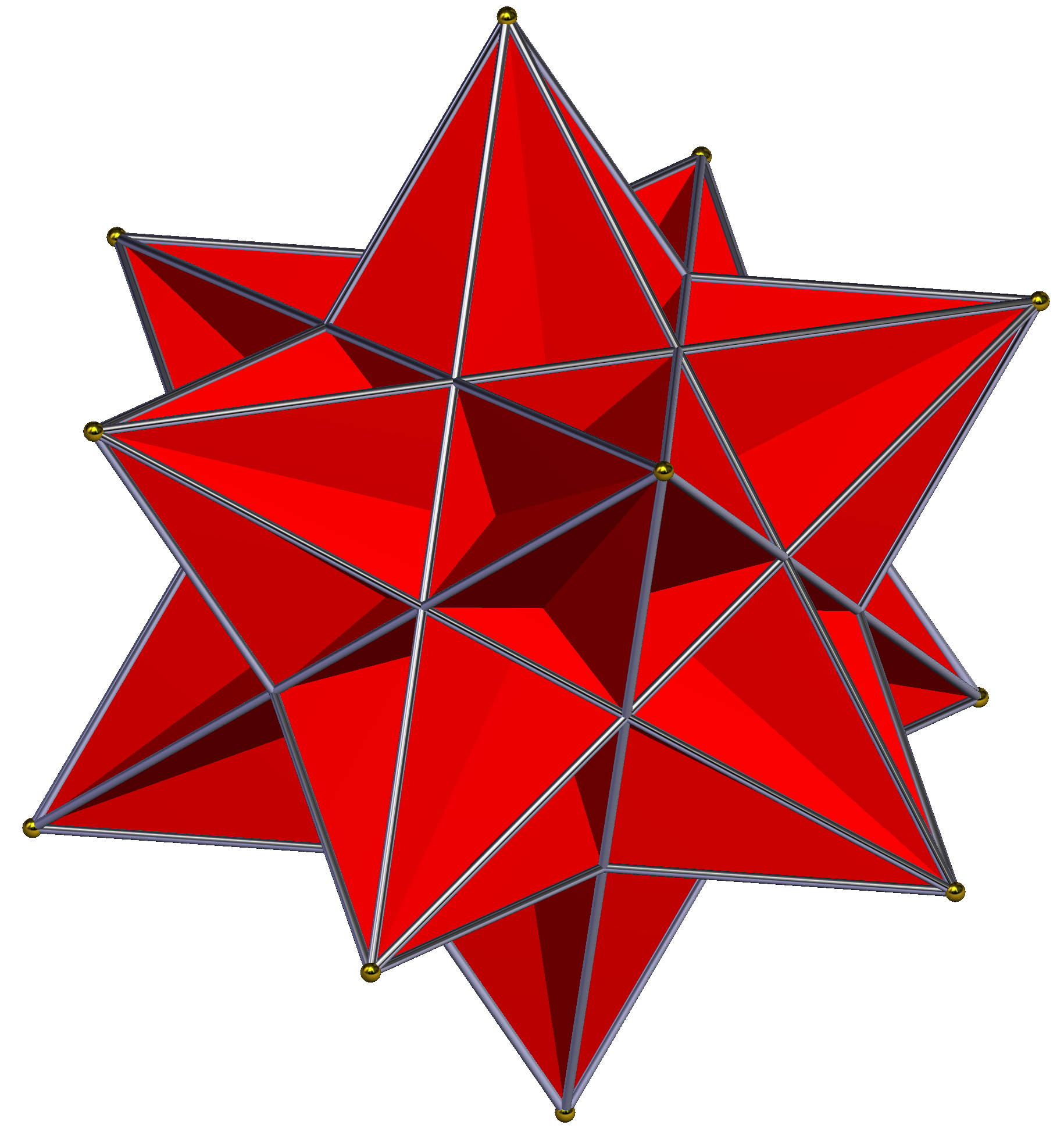
Grand icosaèdre (solide de Poinsot).

Reprenant les observations d'Adrien-Marie Legendre sur les polyèdres, il décrivit deux polyèdres réguliers étoilés non encore examinés, et montra par un argument combinatoire qu'il n'y en avait pas d'autres (1809).

## Travaux de statique et de mécanique
Dans son effort pour géométriser la mécanique, Poinsot mit en évidence l'importance de la notion de moment et celle de couple de forces, montrant comment réduire à un torseur un système de forces agissant sur un solide. Dans sa Théorie nouvelle de la rotation des Corps (1834), il démontre que le mouvement d'un solide se décompose en une rotation instantanée autour d'un axe et une translation instantanée parallèle à cet axe ; puis que le mouvement d'un solide autour d'un point fixe (mouvement à la Poinsot), peut être illustré par le roulement d'un cône solidaire du solide, sur un cône fixe. Son étude sur le mouvement du cône généralise celle d'Euler sur la toupie (cône en rotation autour d'un axe fixe).
Le classicisme de Poinsot l'amena à réfuter la théorie mathématique de l'élasticité alors en plein essor, car celle-ci introduisait, selon lui sans nécessité, des hypothèses supplémentaires à la mécanique du point et des solides rigides. Joseph Bertrand rapporte :

« Curieux de la théorie des corps solides, il [Poinsot] la séparait entièrement de celle des corps élastiques. Ni Navier, ni Poisson, ni Cauchy, ni Lamé, pour lequel il eut toujours une si haute estime, n'ont réussi à lui faire discuter leurs principes. « Ils parlent de pressions obliques, disait-il avec répugnance, cela n'est pas pur, une pression est toujours normale », et éloignant de son esprit cette image et cette locution importune, il reposait aussitôt sa vue sur les corps abstraitement, c'est-à-dire absolument rigides, et terminés par des surfaces géométriques d'un poli tellement parfait, qu'on ne doit pas même en parler. Un poli imparfait, une surface rugueuse, qu'entendez-vous par là, je vous prie, en tant que géomètres ? »

Poinsot pensait que l'on pouvait mathématiser la théorie des corps déformables par des considérations de résultante et de couple entre points matériels. Ses idées influencèrent les frères Cosserat.

## Retour en grâce
Après les journées de 1830, l'étau se desserre autour des tenants du Positivisme et des libéraux en général. Élu au conseil de perfectionnement de l'École polytechnique, astronome au Bureau des longitudes en 1839, Poinsot ne retrouva le poste de Conseiller Royal pour l'Instruction Publique qu'au départ de Siméon Denis Poisson, en 1840. Critiqué par Auguste Comte pour son soutien insuffisant contre la candidature de Charles Sturm à l'École polytechnique, il dut redoubler encore de prudence lorsque le père du Positivisme fut évincé de cet établissement en 1845. Soucieux de promouvoir l'enseignement des mathématiques en France, il fit ouvrir en 1846 une chaire de géométrie supérieure à la Sorbonne, confiée à Michel Chasles.
Au rétablissement de l'Empire, il fut nommé au Sénat et fait pair de France[Information douteuse] (1852). Il devient membre de la Royal Society en 1858. Il décède l'année suivante.

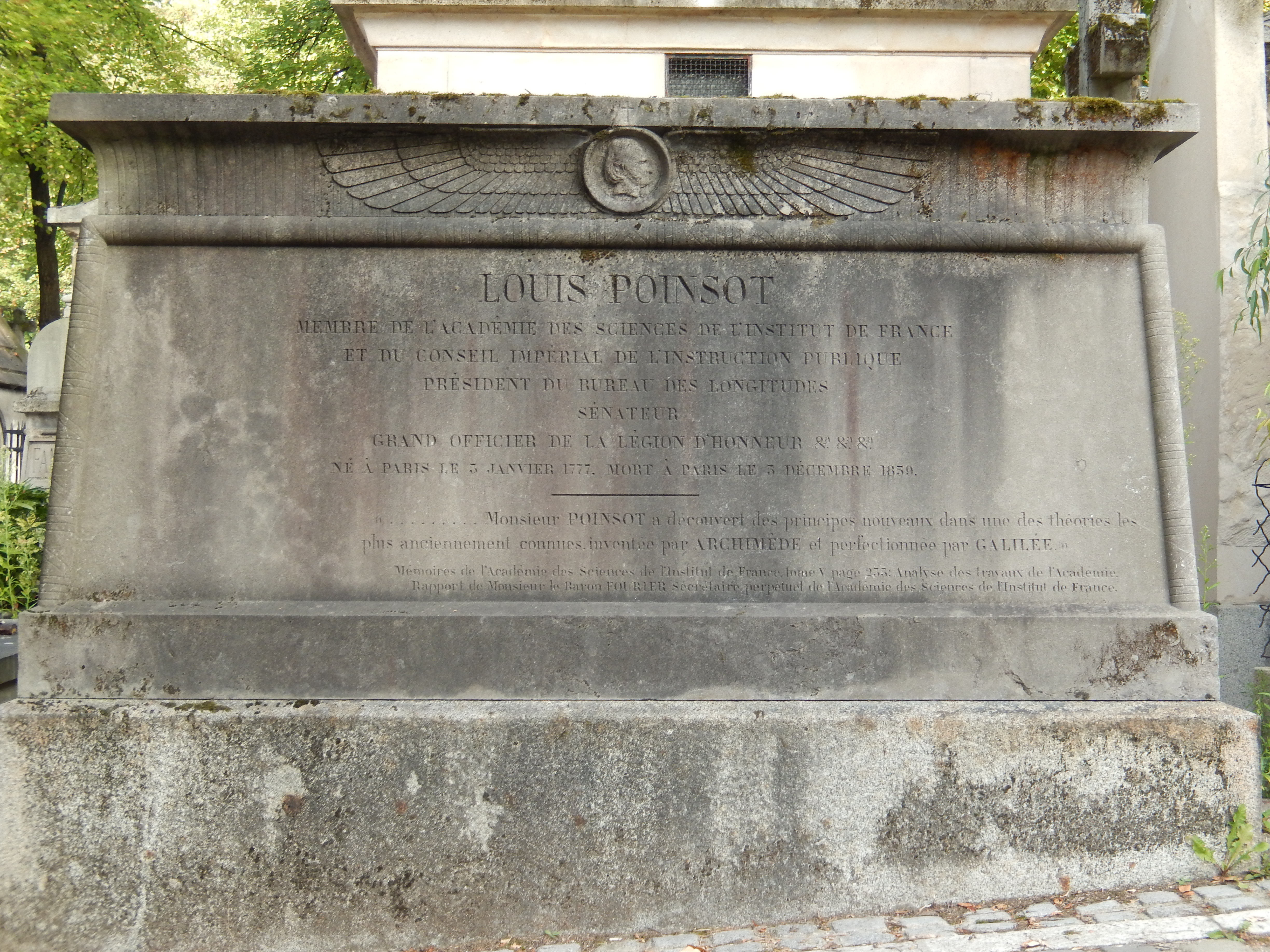
Tombe de Louis Poinsot (cimetière du Père-Lachaise, division 4).

## Écrits
Ses travaux incluent :
- Éléments de statique[5] (1803)
- Mémoire sur la composition des moments et des aires dans la Mécanique (1804)
- Mémoire sur la théorie générale de l'équilibre et du mouvement des systèmes (1806)
- Sur les polygones et les polyèdres (1809)
- Recherches sur l'analyse des sections angulaires[6] (1825)
- Théorie et détermination de l'équateur du système solaire (1828)
- Théorie nouvelle de la rotation des corps (1834)
- Théorie des cônes circulaires roulants (1853)
- Précession des équinoxes[7] (1857)

## Hommages
- Son nom est inscrit sur la tour Eiffel.
- Grand officier de la Légion d'honneur[8]
- En 1970, l'union astronomique internationale a donné le nom de Poinsot à un cratère lunaire.